# Gullstein
Gullstein är en kyrkby i Aure kommun i Møre og Romsdal fylke i västra Norge. Orten ligger där fylkesväg 680 möter fylkesväg 6198, på den östra delen av ön Tustna. Här finns Gullsteins kyrka.
Orten har tidigare utgjort centralort i dåvarande Tustna kommun.